# 池上七福神
池上七福神（いけがみしちふくじん）は、東京都大田区の7ヶ所の寺院に祀られている七福神の巡礼札所。1981年（昭和56年）1月に始まった。

## 池上七福神の一覧
- 恵比寿神 - 養源寺
- 寿老人　 - 照栄院妙見堂
- 弁財天　 - 厳定院
- 福禄寿　 - 本成院
- 大黒天　 - 本光寺
- 毘沙門天 - 本門寺微妙庵
- 布袋尊　 - 曹禅寺

## 備考

### 池上七福神大黒天について
2018年12月まで池上七福神の大黒天は、池上警察署裏付近にある馬頭観音堂であった。しかしながら馬頭観音堂は老朽化により、大黒天を一時的に仮移動することとなった（当初は改修工事を行う予定であった）。
　そのため2018年12月より2020年１月までの間、池上七福神 大黒天は、恵比寿神が置かれている養源寺に一時的に仮移動になった。2020年１月までの仮移動の予定であったが、都合により大黒天は本光寺に正式に移動（変更）することとなった。そのため2020年２月からは本光寺に移動されている。
　2021年10月現在、池上馬頭観音堂は、立ち入りできない状態となっている。

## 関連文献
- 「徳持村 微妙庵/毘沙門堂」『新編武蔵風土記稿』 巻ノ43荏原郡ノ5、内務省地理局、1884年6月。NDLJP:763981/47。